# Gilles Place
Gilles Place, né le 18 juillet 1968, est un photographe français. Il est par ailleurs médaillé de bronze aux Jeux paralympiques d'hiver de 1998 à Nagano.

## Biographie
Gilles Place est né en juillet 1968.

### Le photographe
Domicilié à Habère-Poche dans le Chablais, il travaille comme photographe en France et à l'étranger.
Gilles Place commence sa carrière professionnelle de photographe en 1997. Il collabore depuis aux magazines VMF, Le Pèlerin, Terre sauvage, Alpes loisir, Montagne magazine, Notre temps. Outre sa participation aux revues citées, il publie trois recueils photographiques : Montagnes habitées, montagnes tourmentées (2 tomes), Léman tourmenté, Iran : à la recherche de l’inattendu et participe à diverses expositions, dont Images et neige à Cluses en janvier 2015

### Le skieur handisport
Gilles Place, membre pendant 16 ans de l'équipe de France paralympique de ski alpin, participe à quatre olympiades et à 27 championnats de France. Il comptabilise de nombreux podiums internationaux et est médaillé de bronze à Nagano au Japon en 1998.